# Démographie de Conand
La démographie de Conand, commune rurale du département de l'Ain, en région Auvergne-Rhône-Alpes, est caractérisée par une densité faible et une population très faible estabilisée aux alentours de 100 habitants depuis le début des années 2000.
En 2014, Conand comptait 118  habitants, soit une évolution de 13.4 % par rapport à 2006. La commune occupait le 403e rang en nombre d'habitants sur les 419 communes que compte le département. La population est plus jeune que celle de la France métropolitaine.
L'évolution démographique, les indicateurs démographiques, la pyramide des âges, l'état matrimonial, les caractéristiques de l'emploi et le niveau de formation sont détaillés ci-après.

## Évolution démographique
L'évolution du nombre d'habitants est connue à travers les recensements de la population effectués périodiquement dans la commune depuis 1866.
Depuis cette date, la commune connaît un déclin démographique continu jusqu'en 1956 avec un minimum à 90 habitants. La population de la commune se stabilise ensuite aux alentours de 100 habitants depuis le début des années 2000.
Une réforme du mode de recensement permet à l'Insee de publier les populations légales des communes annuellement à partir de 2006. Pour les communes de moins de 10 000 habitants, les recensements ont lieu tous les cinq ans, les populations légales intermédiaires sont quant à elles estimées par calcul. Le premier recensement exhaustif de la commune entrant dans le cadre de ce nouveau dispositif a eu lieu en 2004.
En 2014, Conand comptait 118  habitants, soit une évolution de 13.4 % par rapport à 2006. La commune occupait le 403e rang en nombre d'habitants sur les 419 communes que compte le département.
| 1866 | 1872 | 1876 | 1881 | 1886 | 1891 | 1896 | 1901 | 1906 |
| ---- | ---- | ---- | ---- | ---- | ---- | ---- | ---- | ---- |
| 552  | 501  | 487  | 473  | 422  | 390  | 382  | 386  | 365  |

| 1911 | 1921 | 1926 | 1931 | 1936 | 1946 | 1954 | 1962 | 1968 |
| ---- | ---- | ---- | ---- | ---- | ---- | ---- | ---- | ---- |
| 324  | 264  | 237  | 225  | 208  | 189  | 156  | 119  | 90   |

| 1975 | 1982 | 1990 | 1999 | 2004 | 2009 | 2014 | - | - |
| ---- | ---- | ---- | ---- | ---- | ---- | ---- | - | - |
| 70   | 91   | 56   | 69   | 99   | 103  | 118  | - | - |

## Indicateurs démographiques

### Densité
La densité de population de Conand, mesurant le nombre de personnes par unité de surface, est passée de 5,9 habitants/km2 en 1968 à 6,7 en 2009. Elle est, en 2009, 15,3 fois plus faible que la densité moyenne du département de l'Ain (102,2), 21,1 fois plus faible que celle de la région Auvergne-Rhône-Alpes (141,3) et 17,1 fois que celle de la France métropolitaine (114,8).
Cet indicateur situe la commune au 413e rang au niveau départemental (sur 419 communes) et au 34 841e au niveau national (France métropolitaine), sur 36 575 communes.
|                           | Conand | Conand | Conand | Conand | Conand | Conand | Ain     | Rhône-Alpes | France     |
|                           | 1968   | 1975   | 1982   | 1990   | 1999   | 2009   | 2009    | 2009        | 2009       |
| ------------------------- | ------ | ------ | ------ | ------ | ------ | ------ | ------- | ----------- | ---------- |
| Population                | 90     | 70     | 91     | 56     | 69     | 103    | 588 853 | 6 174 040   | 62 465 709 |
| Densité moyenne (hab/km²) | 5,9    | 4,6    | 6      | 3,7    | 4,5    | 6,7    | 102,2   | 141,3       | 114,8      |

### Soldes naturels et migratoires
La variation moyenne annuelle de la populationa augmenté depuis les années 1970. De -3,5 % sur la période 1968-1975, elle est passée à 4,1 % sur la période 1999-2009, quand celle du département de l'Ain a baissé de 1,5 % à 1,3 %. Le solde naturel annuel, qui est la différence entre  le nombre de naissances et le nombre de décès enregistrés au cours d'une même année, connaît une forte augmentation, puisque la variation annuelle due au solde naturel passe de -3,4 à 0. L'augmentation du taux de natalité, qui passe de 3,5 % à 15,6 %, est en fait relativement compensée par la baisse du taux de mortalité, qui parallèlement passe de 10,9 à 8,6.
Le flux migratoire est en  hausse, le taux annuel passant de -0,2 à 4,1 %, traduisant une hausse des implantations nouvelles dans la commune.
Le taux de natalité est passé de 3,5 ‰ sur la période 1968-1975 à 15,6 ‰  sur la période 1999-2009. Celui du département était sur la période 1999-2009 de 12,5 ‰ et celui de la France métropolitaine de  12,8 ‰.
Le taux de mortalité est quant à lui passé de 37,2 ‰ sur la période 1968-1975 à 15,6 ‰  sur la période 1999-2009. Celui du département était sur cette dernière période de 7,6 ‰ et celui de la France de 8,8 ‰.
Evolution sur la période 1968-2009
|             |                                                    | 1968 à 1975 | 1975 à 1982 | 1982 à 1990 | 1990 à 1999 | 1999 à 2009 |
| ----------- | -------------------------------------------------- | ----------- | ----------- | ----------- | ----------- | ----------- |
| Commune     | Variation annuelle moyenne de la population (en %) | -3,5        | 3,8         | -5,9        | 2,3         | 4,1         |
| Commune     | - due au solde naturel (en %)                      | -3,4        | -1,1        | -2          | -2,3        | 0           |
| Commune     | - due au solde apparent des entrées sorties (en %) | -0,2        | 4,9         | -3,9        | 4,7         | 4,1         |
| Commune     | Taux de natalité (en ‰)                            | 3,5         | 7,2         | 3,4         | 9           | 15,6        |
| Commune     | Taux de mortalité (en ‰)                           | 37,2        | 18,1        | 23,5        | 32,5        | 15,6        |
| Département | Variation annuelle moyenne de la population (en %) | 1,5         | 1,5         | 1,5         | 1           | 1,3         |
| France      | Variation annuelle moyenne de la population (en %) | 0,8         | 0,5         | 0,5         | 0,4         | 0,7         |

Mouvements naturels sur la période 1999-2009

## Âge de la population

### Indice de jeunesse
La population de Conand présente en 2009 une structure par grands groupes d'âge légèrement plus jeune que celle de la France métropolitaine. Il existe en effet cent dix-sept jeunes de moins de 20 ans pour cent personnes de plus de 60 ans, alors que pour la France l'indice de jeunesse, qui est égal à la division de la part des moins de 20 ans par la part des plus de 60 ans, est de 1,06. L'indice de jeunesse de la commune est par contre inférieurà celui  du département (1,31) et supérieur à celui de la région (1,15).
Le taux des personnes de 60 ans et plus de la commune est resté stable entre 1999 et 2009, au niveau de 24 %, alors que parallèlement les populations du département et de la France ont quant à elles vieilli, passant respectivement de 18 à 20 % pour le Département et de 20 à 23 % pour la France métropolitaine.
|                    | Conand | Ain  | Rhône-Alpes | France |
| ------------------ | ------ | ---- | ----------- | ------ |
| Ensemble           | 100    | 100  | 100         | 100    |
| moins de 20 ans    | 27,2   | 26,5 | 24,9        | 23,8   |
| de 20 à 59 ans     | 27,2   | 53,3 | 53,6        | 53,6   |
| 60 ans ou plus     | 23,3   | 20,2 | 21,6        | 22,6   |
| Indice de jeunesse | 1,17   | 1,31 | 1,15        | 1,06   |

|                | Conand | Conand | Conand | Conand | Ain  | Ain  | France | France |
|                | 2009   | 2009   | 1999   | 1999   | 2009 | 1999 | 2009   | 1999   |
| -------------- | ------ | ------ | ------ | ------ | ---- | ---- | ------ | ------ |
|                | nb     | %      | nb     | %      | %    | %    | %      | %      |
| Ensemble       | 103    | 100    | 69     | 100    | 100  | 100  | 100    | 100    |
| 0-14 ans       | 22     | 21     | 12     | 17     | 21   | 21   | 18     | 19     |
| 15-29 ans      | 8      | 8      | 5      | 7      | 17   | 19   | 19     | 20     |
| 30-44 ans      | 28     | 27     | 14     | 20     | 22   | 23   | 20     | 22     |
| 45-59 ans      | 21     | 20     | 21     | 30     | 20   | 19   | 20     | 18     |
| 60-74 ans      | 17     | 17     | 10     | 14     | 13   | 12   | 14     | 13     |
| 75 ans ou plus | 7      | 7      | 7      | 10     | 7    | 6    | 9      | 7      |

 1999  2009

### Pyramide des âges
La pyramide des âges, à savoir la répartition par sexe et âge de la population, de la commune de Conand en 2009 ainsi que, comparativement, celle du département de l'Ain la même année, sont représentées avec les graphiques ci-dessous.
La population de la commune comporte 50,5 % d'hommes et 49,5 % de femmes. Les tranches pour lesquelles le déséquilibre est le plus prononcé en faveur des femmes sont les tranches 0-14 ans (+18,2 % de femmes) et 60-74 ans (+17,6 % de femmes).

## État matrimonial
En 2009, la commune comptait 29,6 % de célibataires, 49,4 % de personnes mariées, 6,2 % de veufs ou veuves et 14,8 % de divorcé(e)s. Le taux de personnes mariées apparaît ainsi inférieur à celui du département (52,5 %) et supérieur à celui de la France (47,5 %).
|               | Conand | Conand | Conand | Ain    | France |
| ------------- | ------ | ------ | ------ | ------ | ------ |
|               | Hommes | Femmes | Total  | Total  | Total  |
| Célibataires  | 39,5 % | 18,4 % | 29,6 % | 33,3 % | 37,5 % |
| Marié(e)s     | 44,2 % | 55,3 % | 49,4 % | 52,5 % | 47,5 % |
| Veufs, veuves | 0 %    | 13,2 % | 6,2 %  | 6,8 %  | 7,7 %  |
| Divorcé(e)s   | 16,3 % | 13,2 % | 14,8 % | 7,4 %  | 7,4 %  |

Le premier recensement exhaustif de la commune dans le cadre du nouveau dispositif de recensement de la population a eu lieu en 2004. Pour les communes de moins de 10 000 habitants, le recensement étant réalisé tous les 5 ans, 2009 est une année de recensement exhaustif. La répartition de la population de 15 ans ou plus par sexe, âge et état matrimonial légal en 2009 est présentée dans le tableau suivant.
|                | Hommes       | Hommes    | Hommes        | Hommes      | Hommes   | Femmes       | Femmes    | Femmes        | Femmes      | Femmes   | Total        | Total     | Total         | Total       | Total    |
|                | Célibataires | Marié(e)s | Veufs, veuves | Divorcé(e)s | Ensemble | Célibataires | Marié(e)s | Veufs, veuves | Divorcé(e)s | Ensemble | Célibataires | Marié(e)s | Veufs, veuves | Divorcé(e)s | Ensemble |
| -------------- | ------------ | --------- | ------------- | ----------- | -------- | ------------ | --------- | ------------- | ----------- | -------- | ------------ | --------- | ------------- | ----------- | -------- |
| 15 à 19 ans    | 4            | 0         | 0             | 0           | 4        | 2            | 0         | 0             | 0           | 2        | 6            | 0         | 0             | 0           | 6        |
| 20 à 24 ans    | 1            | 0         | 0             | 0           | 1        | 0            | 1         | 0             | 0           | 1        | 1            | 1         | 0             | 0           | 2        |
| 25 à 39 ans    | 3            | 4         | 0             | 0           | 7        | 3            | 4         | 0             | 0           | 7        | 6            | 8         | 0             | 0           | 14       |
| 40 à 54 ans    | 4            | 5         | 0             | 5           | 14       | 2            | 7         | 1             | 0           | 10       | 6            | 12        | 1             | 5           | 24       |
| 55 à 64 ans    | 1            | 7         | 0             | 2           | 10       | 0            | 4         | 0             | 5           | 9        | 1            | 11        | 0             | 7           | 19       |
| 65 à 79 ans    | 3            | 3         | 0             | 0           | 6        | 0            | 5         | 2             | 0           | 7        | 3            | 8         | 2             | 0           | 13       |
| 80 ans ou plus | 1            | 0         | 0             | 0           | 1        | 0            | 0         | 2             | 0           | 2        | 1            | 0         | 2             | 0           | 3        |
| Ensemble       | 17           | 19        | 0             | 7           | 43       | 7            | 21        | 5             | 5           | 38       | 24           | 40        | 5             | 12          | 81       |

## Emploi
En 2009, les ouvriers représentaient, avec 16 emplois, la catégorie socioprofessionnelle la plus importante de la population active de la commune (22,2 % contre 18,6 au niveau départemental). En 1999, ils étaient 12 et représentaient 17,6 % de la population active.
La commune comptait par ailleurs, en 2009, 28 retraités, soit 38,9 % de la population de la commune et 11,6 % de plus que le taux départemental. Cet écart s'est toutefois réduit par rapport à celui de 1999 puisqu'il était alors de 1,1 %.
|                                                   | Conand | Conand | Conand | Conand | Ain  | Ain  | France | France |
| ------------------------------------------------- | ------ | ------ | ------ | ------ | ---- | ---- | ------ | ------ |
| 2009                                              | 2009   | 1999   | 1999   | 2009   | 1999 | 2009 | 1999   |        |
| nb                                                | %      | nb     | %      | %      | %    | %    | %      |        |
| Ensemble                                          | 72     | 100    | 68     | 100    | 100  | 100  | 100    | 100    |
| Agriculteurs exploitants                          | 0      | 0      | 0      | 0      | 0,9  | 1,4  | 1      | 1,4    |
| Artisans, commerçants, chefs d'entreprise         | 12     | 16,7   | 0      | 0      | 3,7  | 4,2  | 3,3    | 3,5    |
| Cadres et professions intellectuelles supérieures | 4      | 5,6    | 0      | 0      | 8    | 5,9  | 8,7    | 6,7    |
| Professions intermédiaires                        | 8      | 11,1   | 20     | 29,4   | 15,5 | 13,2 | 13,9   | 12,1   |
| Employés                                          | 4      | 5,6    | 12     | 17,6   | 16,8 | 16,1 | 16,6   | 16,5   |
| Ouvriers                                          | 16     | 22,2   | 12     | 17,6   | 16,8 | 18,6 | 13,5   | 14,9   |
| Retraités                                         | 28     | 38,9   | 16     | 23,5   | 24,2 | 20,9 | 26,2   | 22,4   |
| Autres personnes sans activité professionnelle    | 0      | 0      | 8      | 11,8   | 14   | 19,8 | 16,9   | 22,6   |

 1999  2009
En 2009, année de recensement exhaustif, la répartition de la population de 15 ans ou plus de la commune par sexe, âge et catégorie socioprofessionnelle est, comparativement à celle du département, la suivante :
|                                                   | Conand | Conand                             | Conand                             | Conand                             | Conand                             | Conand | Ain     | Ain                                | Ain                                | Ain                                | Ain                                | Ain  |
| Hommes                                            | Femmes | Part en % de la population âgée de | Part en % de la population âgée de | Part en % de la population âgée de | Part en % de la population âgée de | Hommes | Femmes  | Part en % de la population âgée de | Part en % de la population âgée de | Part en % de la population âgée de | Part en % de la population âgée de |      |
| Hommes                                            | Femmes | 15 à 24 ans                        | 25 à 54 ans                        | 55 ans ou +                        | Ensemble                           | Hommes | Femmes  | 15 à 24 ans                        | 25 à 54 ans                        | 55 ans ou +                        | Ensemble                           |      |
| ------------------------------------------------- | ------ | ---------------------------------- | ---------------------------------- | ---------------------------------- | ---------------------------------- | ------ | ------- | ---------------------------------- | ---------------------------------- | ---------------------------------- | ---------------------------------- | ---- |
| Ensemble                                          | 36     | 36                                 | 100                                | 100                                | 100                                | 100    | 255 436 | 273 463                            | 100                                | 100                                | 100                                | 100  |
| Agriculteurs exploitants                          | 0      | 0                                  | 0                                  | 0                                  | 0                                  | 0      | 3 221   | 893                                | 0,1                                | 1,1                                | 0,6                                | 0,8  |
| Artisans, commerçants, chefs d'entreprise         | 4      | 8                                  | 0                                  | 33                                 | 0                                  | 16,7   | 10 609  | 4 012                              | 0,6                                | 4,3                                | 1,6                                | 2,8  |
| Cadres et professions intellectuelles supérieures | 0      | 4                                  | 0                                  | 11                                 | 0                                  | 5,6    | 26 145  | 15 544                             | 1,3                                | 12,9                               | 3,8                                | 7,9  |
| Professions intermédiaires                        | 4      | 4                                  | 0                                  | 11                                 | 11                                 | 11,1   | 38 104  | 39 845                             | 9                                  | 24,4                               | 4,1                                | 14,7 |
| Employés                                          | 0      | 4                                  | 0                                  | 11                                 | 0                                  | 5,6    | 19 492  | 66 949                             | 16,6                               | 24,7                               | 4,9                                | 16,3 |
| Ouvriers                                          | 12     | 4                                  | 0                                  | 33                                 | 11                                 | 22,2   | 63 169  | 19 974                             | 18,1                               | 23,7                               | 3,9                                | 15,7 |
| Retraités                                         | 16     | 12                                 | 0                                  | 0                                  | 78                                 | 38,9   | 65 670  | 78 506                             | 0                                  | 0,5                                | 74,8                               | 27,3 |
| Autres personnes sans activité professionnelle    | 0      | 0                                  | 0                                  | 0                                  | 0                                  | 0      | 29 026  | 47 741                             | 54,3                               | 8,4                                | 6,1                                | 14,5 |

## Niveau de formation
Le taux de personnes non scolarisées sans diplôme a diminué entre 1999 (7,4 %) et 2009 (5,3 %). Il est inférieur à celui de l'Ain (17,1 %)  et à celui de la France métropolitaine (18,3 %).
Parallèlement le taux de personnes titulaires d'un diplôme de l'enseignement supérieur long est passé de 1,9 % en 1999 à 9,3 % en 2009, un taux inférieur à celui de l'Ain (10,6 %) et au taux national relatif à la France métropolitaine (12,7 %).
|                                                           | Conand | Conand | Conand | Conand | Ain  | Ain  | France | France |
| --------------------------------------------------------- | ------ | ------ | ------ | ------ | ---- | ---- | ------ | ------ |
| 2009                                                      | 2009   | 1999   | 1999   | 2009   | 1999 | 2009 | 1999   |        |
| nb                                                        | %      | nb     | %      | %      | %    | %    | %      |        |
|                                                           | 75     | 100    | 54     | 100    | 100  | 100  | 100    | 100    |
| Aucun diplôme                                             | 4      | 5,3 %  | 4      | 7,4 %  | 17,1 | 18,4 | 18,3   | 20     |
| Titulaires du certificat d'études primaires               | 17     | 22,7 % | 19     | 35,2 % | 11,2 | 18,4 | 11,1   | 17,6   |
| Titulaires du BEPC, brevet des collèges                   | 11     | 14,7 % | 6      | 11,1 % | 5,7  | 7,4  | 6,3    | 8,1    |
| Titulaires d'un CAP ou d'un BEP                           | 18     | 24 %   | 16     | 29,6 % | 26,5 | 27,6 | 24     | 25     |
| Titulaires d'un baccalauréat ou d'un brevet professionnel | 13     | 17,3 % | 5      | 9,3 %  | 16,4 | 12,4 | 15,9   | 12,1   |
| Titulaires d'un diplôme de l'enseignement supérieur court | 5      | 6,7 %  | 3      | 5,6 %  | 12,5 | 8,8  | 11,8   | 8,5    |
| Titulaires d'un diplôme de l'enseignement supérieur long  | 7      | 9,3 %  | 1      | 1,9 %  | 10,6 | 7    | 12,7   | 8,8    |

 1999  2009